# Прокл Болонский

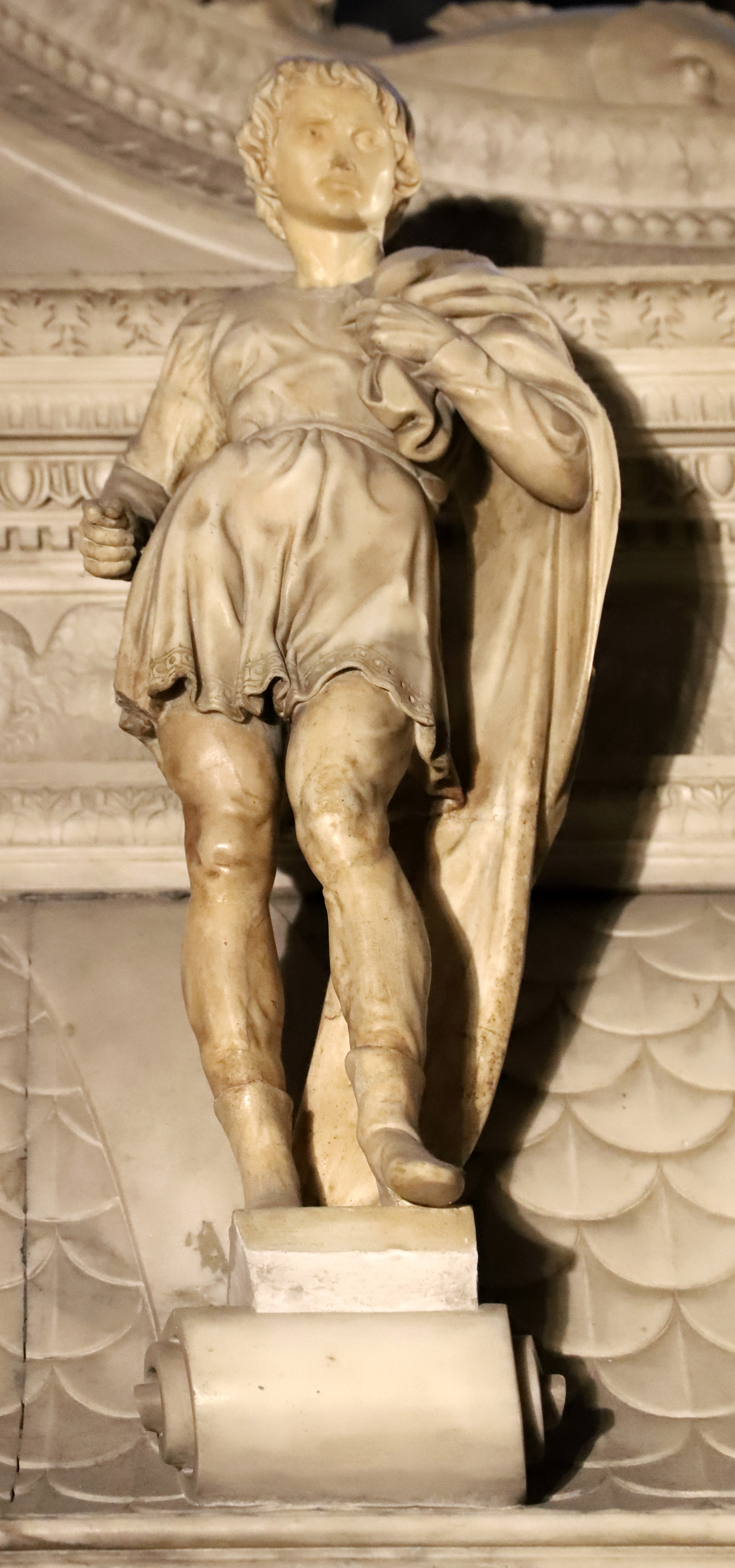
Святой Прокл, статуя работы Микеланджело. Собор св. Доминика, Болонья

Прокл (погиб ок. 304 года) — святой воин из Болоньи. День памяти — 1 июня.

## Житие
Святой Прокл (Saint Proculus of Bologna, или Saint Proculus the Soldier) в Болонье был воинским начальником. Во времена Диоклетиана некто по имени Марин (Marinus) был отправлен в Болонью, дабы усилить исполнение императорского эдикта. Возмутившись жестокостью Марина, св. Прокл отправился к нему домой, где зарубил его топором. Жители Болоньи почитают святого Прокла с незапамятных времён. Его святые мощи почивают в городском храме, носящем его имя.